# All For Love (sang)
"All for Love" er en rocksang skrevet af Bryan Adams, Robert John "Mutt" Lange og Michael Kamen til soundtracket til The Three Musketeers: Original Motion Picture Soundtrack. Den blev fremført af Bryan Adams, Rod Stewart og Sting. Sangen blev udgivet som CD-single i USA d. 16. november 1993. Den blev et hit i flere lande, og nåede # 1 i flere lande i Nordamerika og Europa, heriblandt den dansk Tracklisten, hvor den lå #1 i elleve uger.

## Hitlister
| Hitliste (1993-1994)                        | Højeste placering |
| ------------------------------------------- | ----------------- |
| Australien (ARIA)                           | 1                 |
| Belgien (Ultratop 50 Flanderen)             | 2                 |
| Canada Top Singles (RPM)                    | 1                 |
| Danmark (Danmarks Single Hitliste)          | 1                 |
| Europa (Eurochart Hot 100)                  | 1                 |
| Finland (Suomen virallinen lista)           | 1                 |
| Frankrig (SNEP)                             | 7                 |
| Holland (Dutch Top 40)                      | 3                 |
| Irland (IRMA)                               | 1                 |
| Italien (FIMI)                              | 1                 |
| Japan (Oricon)                              | 1                 |
| New Zealand (RIANZ)                         | 5                 |
| Norge (VG-lista)                            | 1                 |
| Schweiz (Schweizer Hitparade)               | 1                 |
| Spanien (AFYVE)                             | 17                |
| Storbritannien (UK Singles Chart)           | 2                 |
| Sverige (Sverigetopplistan)                 | 1                 |
| Tyskland (Official German Charts)           | 1                 |
| USA Billboard Hot 100                       | 1                 |
| USA Billboard Hot Adult Contemporary Tracks | 4                 |
| USA Billboard Top 40 Mainstream             | 1                 |
| Østrig (Ö3 Austria Top 40)                  | 1                 |